# Sandoval de la Reina
Sandoval de la Reina es una localidad española y una entidad local menor situada en la provincia de Burgos, comunidad autónoma de Castilla y León, comarca Odra-Pisuerga, Ayuntamiento de Villadiego.

## Datos generales
Antiguo municipio de Castilla la Vieja en el partido de Villadiego.
Código INE, de entidad singular: 09427001800.
En enero de 2024, contaba con 37 habitantes (datos INE). Situado en su zona más occidental, próximo al límite de la provincia de Palencia y a 10 km al noroeste de la capital del municipio, Villadiego, en la carretera comarcal  BU-627  que pasa por el centro urbano de Sandoval y que, atravesando Sotresgudo, nos conduce a Herrera de Pisuerga. Se ubica al sur de Peña Amaya. Bañado por el río Odra que da nombre, junto con el río Pisuerga, a la comarca a la que pertenece.
Wikimapia/Coordenadas: 42°33′32″ N 4°6′21″ O
Su economía se basa principalmente en la agricultura de secano, si bien el envejecimiento de la población y el éxodo rural hacia las ciudades han propiciado la progresiva intensificación y concentración de la actividad en un número reducido de agricultores que disponen de medios muy mecanizados. El impacto negativo para la ganadería ha sido intenso, reduciéndose en estos momentos (2013) a un solo rebaño de ovejas y un burro.
La intensificación de la agricultura, la concentración en pocos agricultores de grandes superficies de terreno, el monocultivo cerealista y la maquinaria de alta capacidad, han dado lugar a que un porcentaje significativo de agricultores (2013) habiten en la capital de provincia. Este tipo de agricultura ha contribuido a la ya grave despoblación de la localidad, y de la mayoría de las localidades de la comarca.

## Situación administrativa
Entidad Local Menor (pedanía) perteneciente al municipio de Villadiego cuyo alcalde pedáneo es Roberto Andrés Fontaneda.

## Paisaje
Paisaje alterado por la supresión de arroyos y de su vegetación arbórea, arbustiva o herbácea como consecuencia de la concentración parcelaria. Ahora el campo es más uniforme y poco se distinguen ya sus partes entre sí, a excepción del río y su ribera, de algunos altos y de los puentes. Fuera del poblado ya solo queda la ermita de Castro Rubio que rompe esa uniformidad.

## Geografía

### Ubicación
El término de Sandoval de la Reina, que abarca una superficie de 26,51 km², está situado en el oeste de la provincia de Burgos, a unos 20 km del límite provincial de la provincia de Palencia. Su territorio está representado en la hoja MTN50 (escala 1:50.000) 166 del Mapa Topográfico Nacional.
| Noroeste: Villavedón y Sotresgudo                   | Norte: Villavedón               | Nordeste: Palazuelos de Villadiego |
| Oeste: Sotresgudo y Guadilla de Villamar            |                                 | Este: Villusto                     |
| Suroeste: Guadilla de Villamar y Villanueva de Odra | Sur: Villanueva de Odra y Tapia | Sureste: Tapia                     |

## Historia
Hubo al parecer establecimientos humanos en algunos puntos del territorio de Sandoval ya desde el Neolítico (Olmos y Fuente Bendita) y otros en el periodo del Bronce (Ojalba). Más reciente sería el caserío en la atalaya del Alto de San Millán, quizá con el primitivo nombre ibérico de Zendabal o Zandabal: ‘sobre o junto al soto’.
Desde el siglo VIII a. C., frente a los cántabros moreccanos de Amaya, celtas turmogos o turmódigos (‘ganaderos’) vendrían a asentarse al pie de la primitiva atalaya, incorporando como defensa el promontorio del Torrejón.
Del siglo IV al VI d. C., algún senior (señor) pudo establecer, junto al primer asentamiento, una grania (granja).
Ya en el siglo IX, sobre una población que no se retiró tras la cordillera ante la ocupación musulmana (desierto estratégico del Duero) o, como fruto de la repoblación, resurgiría, quizá como eco del topónimo antiguo en Zandabal o Zendabal, con el nombre de Saltu-novale, que evolucionó a Sandoval.
En este punto, algún descendiente de Fernando Gómez «el Negro» (Nando o Sando Cuervo), ocupó o se ocupó de los terrenos de Sandoval de la Reina en ese siglo VIII. Pudieron no faltar elementos venidos del sur, como los monjes del Monasterio de Tábanos, despoblado junto a Cuevas. Se estima que, de un modo u otro, se organiza la vida productiva y social en Sandoval ya antes del 860, cuando se refunda y se repuebla Amaya. Siguen los Gómez antes del 900, con el alférez de Fernán González, Gómez Díaz, que eran Salvadores y se vuelven Sandovales del nombre de su solar. Señor de Sandoval es Gómez, conde de Candespina en 1111, frustrado pretendiente de Doña Urraca, reina. Rodrigo, padre del conde, cede su palacio del pueblo de Sandoval a los benedictinos, primero, y a los premonstratenses después.
Más tarde, Sandoval pasa a denominarse Sandoval de Treviño, a lo que sigue la denominación de Sandoval de la Reina. El origen del apelativo de la Reina se asocia legendariamente con la reina Doña Urraca (siglo XII); discutible es si se debe a la reina Doña María de Portugal, madre del rey Pedro I, señora algún tiempo del lugar en el siglo XIV, o si se añadió por la visita que la reina Margarita, consorte de Felipe III, pudo realizar a Sandoval, invitada a su solar por el duque de Lerma (a principios del siglo XVII). Esta última parece ser la opción más aceptable, por mejor documentada.
En 1177 se le cita en un documento en que los reyes Alfonso VIII y Leonor entregan a García, tal vez García Fernández de Villamayor, y a su esposa, doña Mayor Arias, varias villas:
... inter Sanctum Novalem (Sandoval de la Reina) et Tapiam et Villamar et Bouadellam sitam
Aparece en 1243, en un testamento de doña Mayor Ordóñez que reparte sus propiedades en Boada, Melgosa, Villahernando, Fuencivil, Quintanilla de la Presa, Sandoval de la Reina, Villaute y otros lugares entre varias instituciones y particulares.
Las Ordenanzas de 1516 confirman la existencia vigorosa de Sandoval de la Reina en aquella fecha.
Villa que formaba parte de la Cuadrilla de Sandoval en el Partido de Villadiego, uno de los catorce que formaban la Intendencia de Burgos, durante el periodo comprendido entre 1785 y 1833, en el Censo de Floridablanca de 1787, jurisdicción de señorío siendo su titular el duque de Frías, alcalde ordinario.
En 1978, Sandoval de la Reina perdió su condición de municipio, pasando a ser una entidad local menor al incorporarse al municipio de Villadiego.

### Cofradías históricas
De las cinco cofradías documentadas, al siglo XXI solo ha llegado una: la de las Ánimas. Fueron estas: cofradía de San Pedro Apóstol (dedicada a hospital), cofradía de la Santa Cruz, Arca de Misericordia, cofradía de las Ánimas, cofradía del Rosario: novísima en 1770, fue fundada por la Orden de Santo Domingo.

## Demografía

### 1598–1599
En Sandoval había 60 vecinos, de acuerdo con las relaciones remitidas por el arzobispo de Burgos a Felipe III, a través de secretario del Real Patronato de la Iglesia.

### 1768–1769
Según el censo de población del conde de Aranda de 1768–1769 contaba con un total de 317 vecinos (307, corregidos los errores materiales de las sumas): 151 hombres y 156 mujeres.

### 1842
En el censo de la matrícula catastral contaba con 61 hogares y 210 vecinos.

### 1857–1970
Entre el censo de 1981 y el anterior, este municipio desaparece porque se integra en el municipio 09427 Villadiego.
| Gráfica de evolución demográfica de Sandoval de la Reina entre 1842 y 1970 |
| |
| Entre el censo de 1981 y el anterior, este municipio desaparece porque se integra en el municipio 09427 (Villadiego) Población de derecho según los censos de población del INE. Población de hecho según los censos de población del INE. |

### 2000–2021

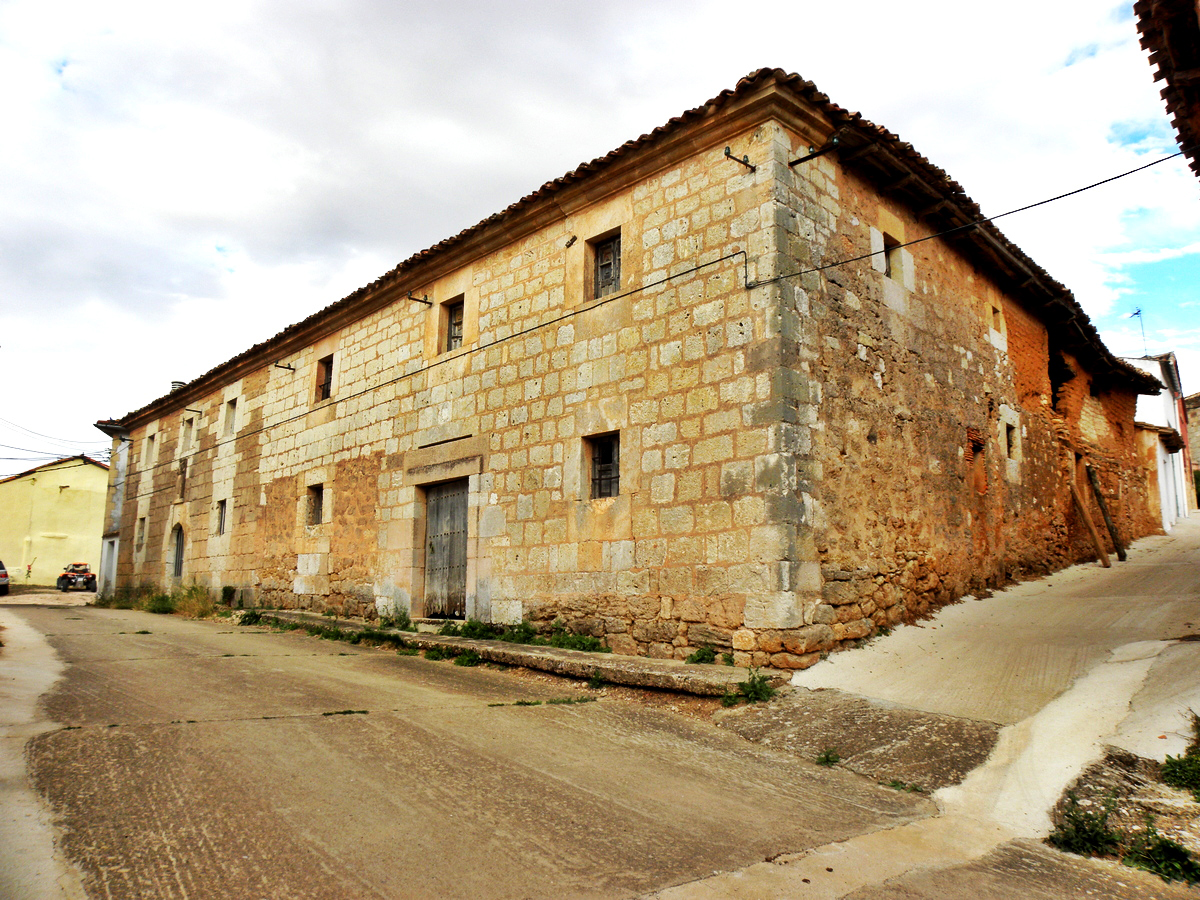
Las popularmente denominadas Casas de Humada, en Sandoval de la Reina.

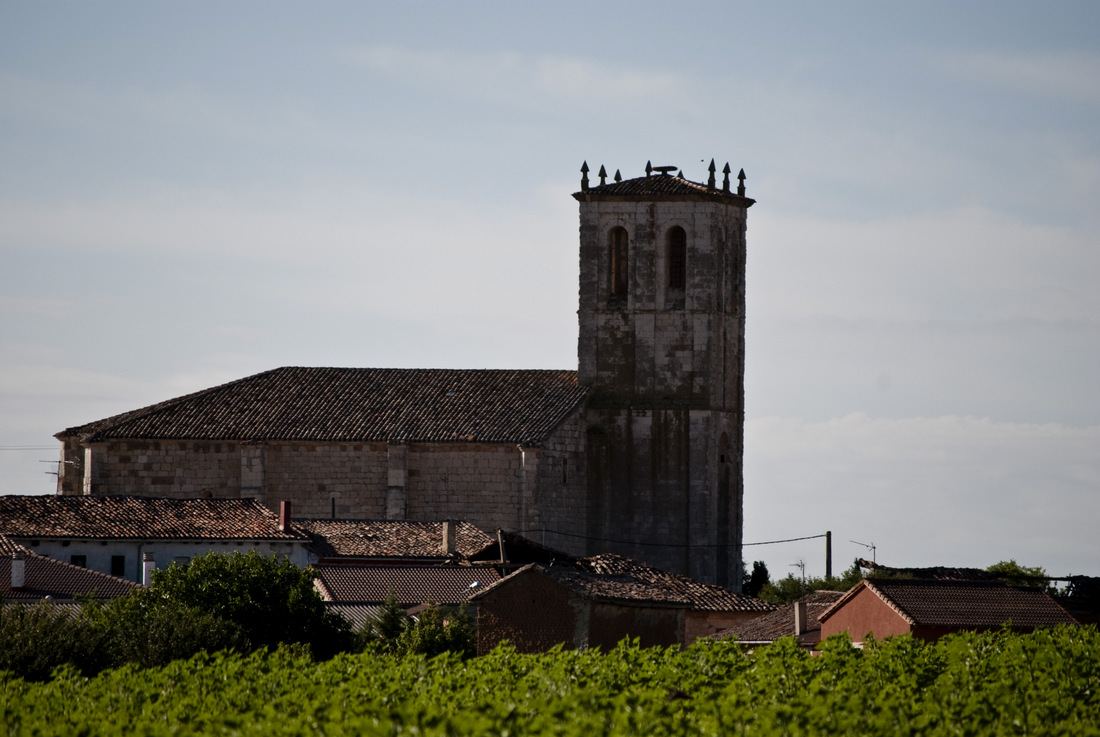
Vista desde la carretera de Villavedón.

| Gráfica de evolución demográfica de Sandoval de la Reina entre 2000 y 2021 |
|                                                                            |
| Población según el padrón municipal de 2000 al 2021 del INE.               |

## Monumentos y lugares de interés

### Núcleo del pueblo
a) Iglesia parroquial: interior (pila bautismal, retablos, capilla del Cristo) y exterior (canecillos, torre (con su leyenda)) y el osario.
b) Torrejón y ermita de San Roque.
c) La Granja: sitio de un antiguo monasterio e iglesia y Casa de los Ruiz-Castilla.
d) Casonas y portaladas, fuentes y pilones.
e) Puente medieval conocido como «de las Bodegas» y «Romano». Tiene seis ojos y dos tajamares. No tiene pretil y la plataforma mide 46 m de largo y, según tramos, entre 2,15 y 2,80 m de ancho.
f) Bodegas excavadas en la roca de la base de El Torrejón, frente al río Chico, afluente del Odra, y frente al Odra, que quedan a ras de suelo. Son un total de 48 de las 57 que hay en el pueblo.

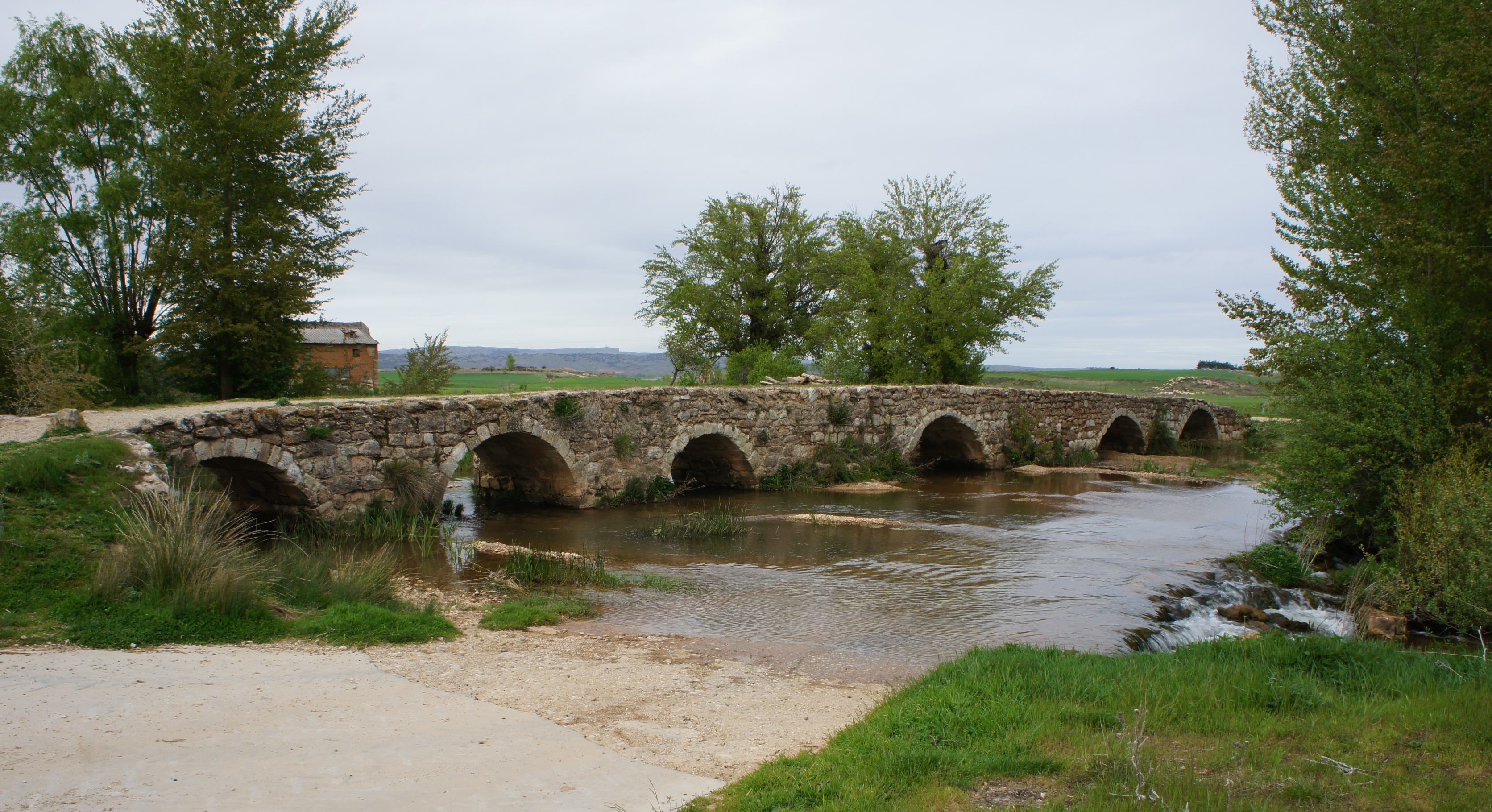
Puente medieval sobre el río Odra.

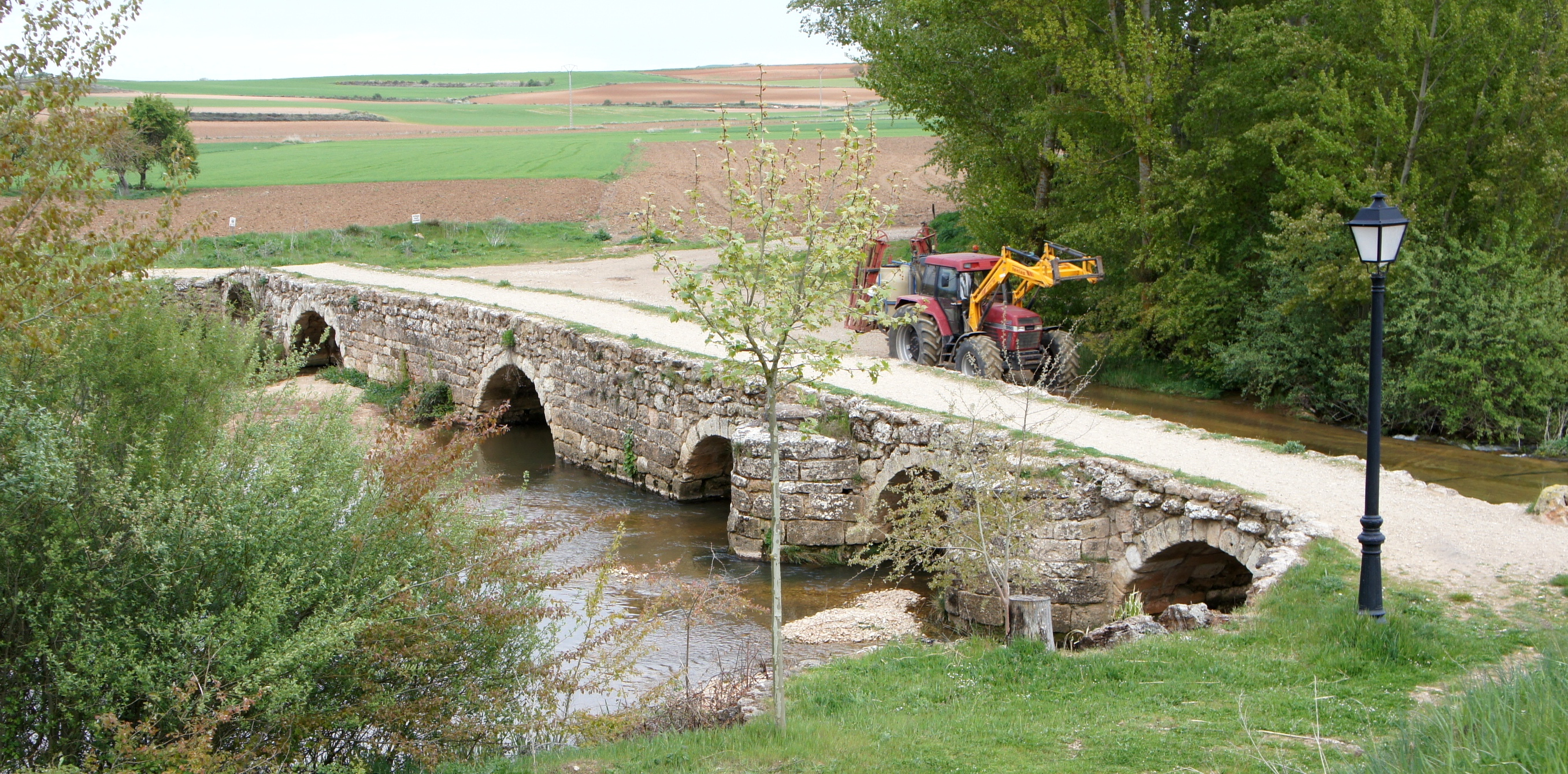
Puente medieval sobre el río Odra.

### Alrededores
a) Torre de Castrorrubio (torre-iglesia-ermita, torrejón y puente romano).
b) Alto de Ojalba.
c) Algunas fuentes (Fuente Val, la Corva, Fuente Mayalde, Fuente Rocamundo).

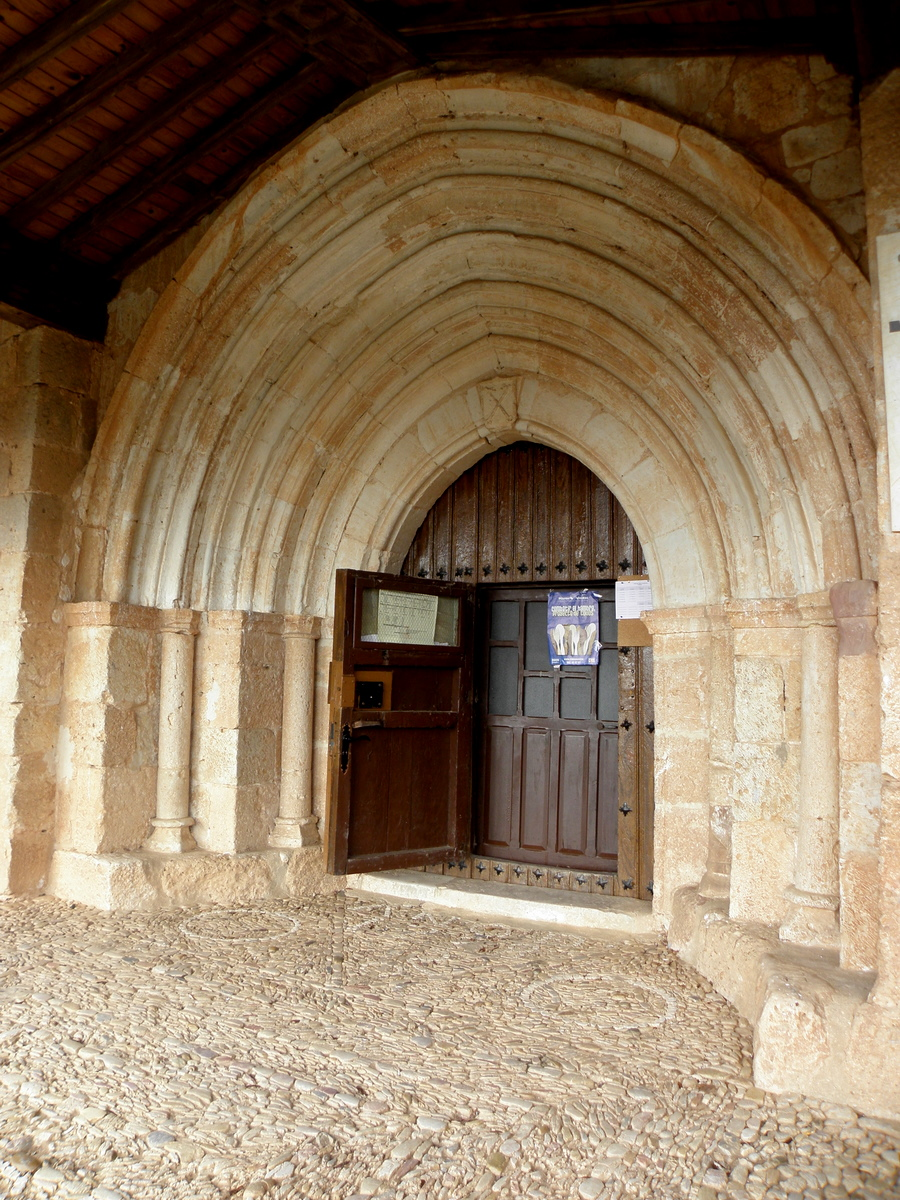
Portada de la iglesia.

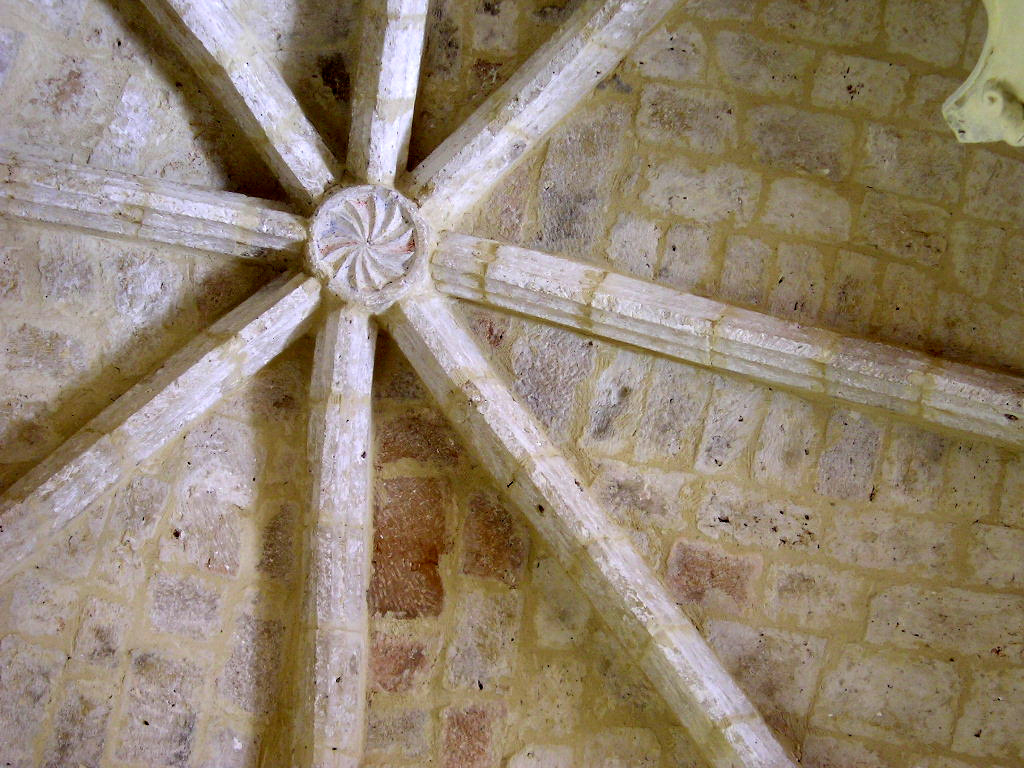
Una de las claves de la bóveda de la iglesia.

## Parroquia
Bajo la advocación de San Pedro Apóstol, es un edificio tardogótico. Data del siglo XII y en origen era de estilo románico, en la que destacan la pila bautismal (románica, con gallones y cenefa de tallos entrelazados) y sus canecillos del alero sur.
Los canecillos románicos proceden de la desaparecida iglesia o ermita de San Millán, que se ubicaba en el alto de su nombre, en el barrio de La Granja. Entre ellos hay músicos, animales, un exhibicionista y una mujer desnuda con serpientes mordiendo sus pechos. Cinco o seis canecillos que no estaban colocados, fueron expoliados durante los trabajos de arreglo de la iglesia en 1995–1996.
.

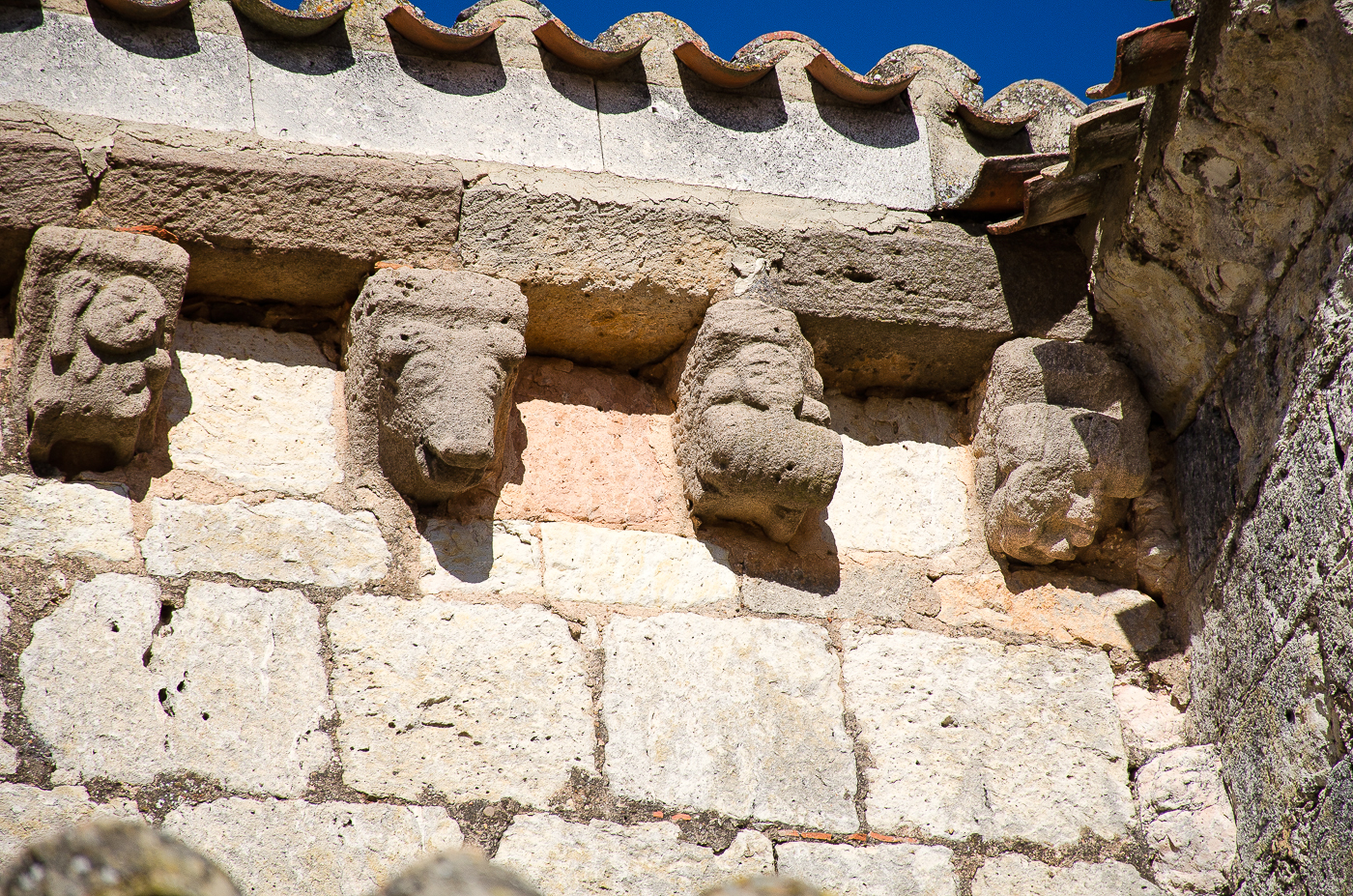
Dolio (instrumento musical). Tercer canecillo por la izquierda

La historia del templo recogida en el libro Sandoval de la Reina y sus fundadores..., supone a la iglesia primitiva de una sola nave y, naturalmente, en estilo románico. A comienzos del siglo XIII seguramente, relata, con motivo de haberse quedado pequeña por el aumento de habitantes en el pueblo, tiraron la pared del mediodía para hacer otra nave, que es la del altar mayor, reformando la primitiva del Altar del Rosario, ampliación que tuvo lugar entre los siglos XIII y XIV. La torre actual fue terminada en 1592, tras desmontar la anterior.

## Despoblados
La torre de Castro Rubio, Castarruyo o Castarroyo, transformada en iglesia del pueblo y luego en ermita que estaba en ruinas desde hace años, quedó restaurada en 2012, recobrando su antigua función de atalaya o fortaleza, sin negar las otras.
El lugar se despobló en el siglo XVI, repartiéndose sus vecinos y tierras entre Tapia y Sandoval. La pila bautismal de la parroquia de San Martín de Castro Rubio se conserva en la parroquia de San Pedro. Entre 2010 y 2012 se desarrolló un proyecto de recuperación concluido con éxito en octubre de 2012 con la entrega simbólica y física de la llave al entonces alcalde pedáneo de Sandoval de la Reina, Santos Dehesa Gómez. (Wikimapia/Coordenadas: 42°33'13"N 4°6′4″ O).
Del convento y casas que hubo en Olmos apenas si queda —y tapado— el Pozo de las Monjas.
La ermita de San Juan también desapareció; sus materiales se emplearon en la construcción de un puente y sus canecillos románicos están (excepto 5 o 6 que están desaparecidos) en la iglesia de San Pedro de Sandoval de la Reina.
Hay indicios de la existencia de otros posibles despoblados como se ha relatado en la sección de Historia.
|                                              |
| Edificio de Castrorrubio. Situación en 2008. |

|                                              |
| Tras su recuperación arquitectónica en 2012. |

|               |
| Fachada este. |

|           |
| Interior. |

## Gentilicio
Sandovalés y sandovalesa.

## Fiestas
- San Blas. 3 de febrero. Antiguamente incluía Las Candelas, San Blas y San Blasillo (2, 3 y 4 de febrero).[30]
- Fiestas de verano. Una semana de actividades en la segunda quincena de agosto.

## Ocio

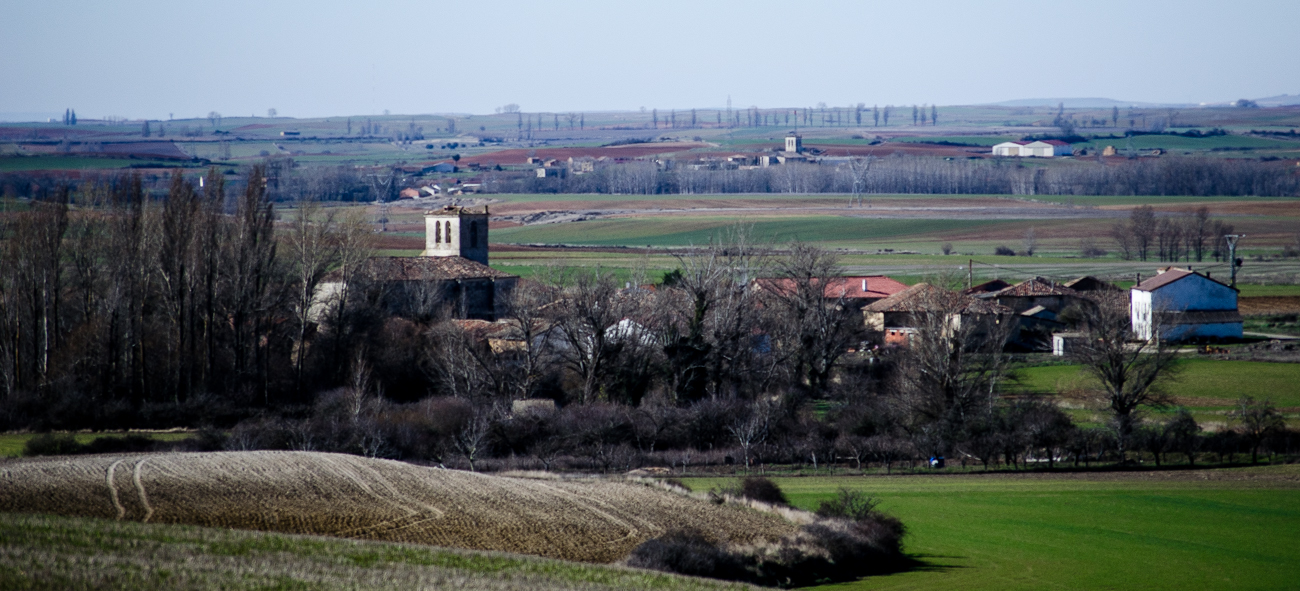
Palazuelos de Villadiego en primer plano. Sandoval de la Reina al fondo. Vista desde la ermita de San Juan, de Rioparaíso.

- Coto de Caza menor n.º BU-10031. Titular: Junta Administrativa de Sandoval de la Reina. 2 559 Ha[31]
- Ruta BTT señalizada Riberas del Odra 33,3 km. Desnivel acumulado 310 m.[32]

## Benefactores de Sandoval de la Reina
- Ángel Marcos Ruiz (1678–¿?),[33] cura beneficiado de la parroquia, hijo ilustre de Sandoval de la Reina. Lo salvó de la bancarrota y, seguramente, de su consiguiente desaparición, al lograr, en sucesivos litigios, demostrar que el pueblo no debía determinados impuestos acumulados de muchos años al Señor que había adquirido sus derechos. Tiene dedicada una calle en el pueblo.
- Manuel Ortega Carpintero (1779–1809),[34] héroe de la Guerra de la Independencia, dio su vida por salvar las vidas de la gente del pueblo. Tiene dedicada una calle en el pueblo.
- Ángel García Vedoya (1897–1936)[35] ingeniero de Caminos, Canales y Puertos, hijo adoptivo y bienhechor de Sandoval de la Reina, natural de Rioparaíso (Burgos). Tiene dedicada una plaza en el pueblo.
- Andrés Hernández Macías (¿?–¿?)[36] maestro nacional y practicante de medicina de la localidad, autor de la Memoria escenificada de Sandoval de la Reina (representada en 1957).

## Sandovaleses distinguidos
- Fausto Muñoz Rosales (1898–1936), hermano marista en proceso de beatificación, asesinado en Paracuellos de Jarama el 4 de diciembre de 1936.[37]
- Bernardino Moradillo Ruiz (1916–1986),[38] pintor, escultor, diseñador de edificios, poeta, natural de Sandoval de la Reina.
- Cirilo García Pérez (1933), autor del libro sobre la historia local y de familia de los Sandovales Sandoval de la Reina y sus fundadores. La familia de los Sandovales y de otros trabajos históricos y colaboraciones.[39]
- Adel Alonso Asenjo (1953), artista plástico, diseñador y promotor cultural y artístico.[40][41]